# Torneo de Dalian
El Dalian Women's Tennis Open es un torneo para las jugadoras de tenis profesionales femenino jugado en canchas duras al aire libre. El evento se clasifica como un torneo 125s de la WTA que se ha celebrado en Dalian, China, desde el año 2015.

## Finales anteriores

### Individuales
| Años | Campeona          | Subcampeona    | Resultado           |
| ---- | ----------------- | -------------- | ------------------- |
| 2015 | Saisai Zheng      | Julia Glushko  | 2-6, 6-1, 7-5       |
| 2016 | Kristýna Plíšková | Misa Eguchi    | 7-5, 4-6, 5-2, ret. |
| 2017 | Kateryna Kozlova  | Vera Zvonareva | 6-4, 6-2            |

### Dobles
| Años | Campeonas                    | Subcampeonas                         | Resultado           |
| ---- | ---------------------------- | ------------------------------------ | ------------------- |
| 2015 | Zhang Kailin Saisai Zheng    | Chan Chin-wei Darija Jurak           | 6-3, 6-4            |
| 2016 | Lee Ya-hsuan Kotomi Takahata | Nicha Lertpitaksinchai Jessy Rompies | 6-2, 6-1            |
| 2017 | Lu Jingjing You Xiaodi       | Guo Hanyu Ye Qiuyu                   | 7-6(2), 4-6, [10-5] |